# Viktor Gyökeres
Viktor Einar Gyökeres (suedeză: [ˈviktor ˈʏokɛrɛʃ]; n. 4 iunie 1998, Stockholm, Suedia) este un fotbalist suedez, care joacă pe post de atacant la Arsenal în Premier League. Pe plan internațional, are prezențe la națională pentru Suedia U21⁠(d), Suedia U19⁠(d) și Suedia.
Gyökeres și-a făcut debutul la seniori cu echipa suedeză Brommapojkarna în 2015, cu care a avut peste cincizeci de apariții înainte de a semna cu Brighton & Hove Albion trei ani mai târziu. Gyökeres a fost împrumutat la diferite cluburi, inclusiv St. Pauli, Swansea City și Coventry City, alăturându-se acestuia din urmă definitiv în 2021. Sporting CP l-a semnat în 2023 pentru un transfer record al clubului în valoare de 20 de milioane de euro. În primul său sezon, i-a ajutat să câștige titlul de ligă și, de asemenea, a câștigat Bola de Prata fiind golgheterul din Primeira Liga marcând 29 de goluri în 33 de meciuri.
Gyökeres a reprezentat naționala Suediei la mai multe naționale de tineret și a fost cel mai bun marcator la Campionatul European Sub-19 din 2017, înainte de a-și face debutul la naționala mare a Suediei în 2019.

## Statistici carieră

### Club
La meciul jucat pe 17 mai 2025.
| Club                     | Sezon         | Campionat      | Campionat | Campionat | Cupă    | Cupă   | Cupa Ligii | Cupa Ligii | Continental | Continental | Altele  | Altele | Total   | Total  |
| Club                     | Sezon         | Divizie        | Meciuri   | Goluri    | Meciuri | Goluri | Meciuri    | Goluri     | Meciuri     | Goluri      | Meciuri | Goluri | Meciuri | Goluri |
| ------------------------ | ------------- | -------------- | --------- | --------- | ------- | ------ | ---------- | ---------- | ----------- | ----------- | ------- | ------ | ------- | ------ |
| Brommapojkarna           | 2015          | Superettan     | 8         | 0         | 4       | 3      | —          | —          | —           | —           | —       | —      | 12      | 3      |
| Brommapojkarna           | 2016          | Ettan Fotboll  | 19        | 7         | 6       | 2      | —          | —          | —           | —           | —       | —      | 25      | 9      |
| Brommapojkarna           | 2017          | Superettan     | 29        | 13        | 1       | 0      | —          | —          | —           | —           | —       | —      | 30      | 13     |
| Brommapojkarna           | Total         | Total          | 56        | 20        | 11      | 5      | 0          | 0          | 0           | 0           | 0       | 0      | 67      | 25     |
| Brighton & Hove Albion   | 2017–18       | Premier League | 0         | 0         | 0       | 0      | 0          | 0          | —           | —           | —       | —      | 0       | 0      |
| Brighton & Hove Albion   | 2018–19       | Premier League | 0         | 0         | 4       | 0      | 1          | 0          | —           | —           | —       | —      | 5       | 0      |
| Brighton & Hove Albion   | 2019–20       | Premier League | 0         | 0         | 0       | 0      | 0          | 0          | —           | —           | —       | —      | 0       | 0      |
| Brighton & Hove Albion   | 2020–21       | Premier League | 0         | 0         | 0       | 0      | 3          | 1          | —           | —           | —       | —      | 3       | 1      |
| Brighton & Hove Albion   | Total         | Total          | 0         | 0         | 4       | 0      | 4          | 1          | 0           | 0           | 0       | 0      | 8       | 1      |
| FC St. Pauli (împrumut)  | 2019–20       | 2. Bundesliga  | 26        | 7         | 2       | 0      | —          | —          | —           | —           | —       | —      | 28      | 7      |
| Swansea City (împrumut)  | 2020–21       | Championship   | 11        | 0         | 1       | 1      | 0          | 0          | —           | —           | —       | —      | 12      | 1      |
| Coventry City (împrumut) | 2020–21       | Championship   | 19        | 3         | 0       | 0      | 0          | 0          | —           | —           | —       | —      | 19      | 3      |
| Coventry City            | 2021–22       | Championship   | 45        | 17        | 2       | 1      | 0          | 0          | —           | —           | —       | —      | 47      | 18     |
| Coventry City            | 2022–23       | Championship   | 46        | 21        | 1       | 1      | 0          | 0          | —           | —           | 3       | 0      | 50      | 22     |
| Coventry City            | Total         | Total          | 91        | 38        | 3       | 2      | 0          | 0          | 0           | 0           | 3       | 0      | 97      | 40     |
| Sporting CP              | 2023–24       | Primeira Liga  | 33        | 29        | 6       | 6      | 2          | 3          | 9           | 5           | —       | —      | 50      | 43     |
| Sporting CP              | 2024–25       | Primeira Liga  | 33        | 39        | 6       | 4      | 3          | 4          | 8           | 6           | 1       | 0      | 51      | 53     |
| Sporting CP              | Total         | Total          | 66        | 68        | 12      | 10     | 5          | 7          | 17          | 11          | 1       | 0      | 101     | 96     |
| Total carieră            | Total carieră | Total carieră  | 269       | 136       | 33      | 18     | 9          | 8          | 17          | 11          | 4       | 0      | 332     | 173    |

1. ↑  Include Svenska Cupen, FA Cup, DFB-Pokal, Taça de Portugal
2. ↑  Include EFL Cup, Taça da Liga
3. ↑  Apariții în play-off din EFL Championship
4. ↑  Apariții în UEFA Europa League
5. ↑  Apariții în UEFA Champions League
6. ↑  Apariție în Supertaça Cândido de Oliveira

### Meciuri la națională
La meciul jucat pe 19 noiembrie 2024.
| Echipa națională | An    | Selecții | Goluri |
| ---------------- | ----- | -------- | ------ |
| Suedia           | 2019  | 2        | 1      |
| Suedia           | 2020  | 0        | 0      |
| Suedia           | 2021  | 2        | 0      |
| Suedia           | 2022  | 7        | 1      |
| Suedia           | 2023  | 8        | 3      |
| Suedia           | 2024  | 7        | 10     |
| Total            | Total | 26       | 15     |

Secțiunea scor arată scorul stabilit după golurile marcate de Gyökeres.
| Nr. | Dată              | Stadion                                                | Adversar    | Scor | Rezultat final | Competiție                              | Ref.   |
| --- | ----------------- | ------------------------------------------------------ | ----------- | ---- | -------------- | --------------------------------------- | ------ |
| 1   | 11 ianuarie 2019  | Khalifa International Stadium, Doha, Qatar             | Islanda     | 1–1  | 2–2            | Amical                                  | [ 12 ] |
| 2   | 12 iunie 2022     | Ullevaal Stadium, Oslo, Norvegia                       | Norvegia    | 2–3  | 2–3            | Grupa B a Ligii Națiunilor UEFA 2022–23 | [ 13 ] |
| 3   | 27 martie 2023    | Friends Arena, Solna, Suedia                           | Azerbaidjan | 3–0  | 5–0            | Calificările pentru UEFA Euro 2024      | [ 14 ] |
| 4   | 9 septembrie 2023 | Lilleküla Stadium, Tallinn, Estonia                    | Estonia     | 1–0  | 5–0            | Calificările pentru UEFA Euro 2024      | [ 15 ] |
| 5   | 16 octombrie 2023 | King Baudouin Stadium, Brussels, Belgia                | Belgia      | 1–0  | 1–1            | Calificările pentru UEFA Euro 2024      | [ 18 ] |
| 6   | 21 martie 2024    | Estádio D. Afonso Henriques⁠(d), Guimarães, Portugalia  | Portugalia  | 1–4  | 2–5            | Amical                                  | [ 19 ] |
| 7   | 5 septembrie 2024 | Stadionul Republican Tofiq Bahramov, Baku, Azerbaidjan | Azerbaidjan | 3–0  | 3–1            | Liga Națiunilor UEFA 2024–25            | [ 20 ] |
| 8   | 8 septembrie 2024 | Strawberry Arena, Solna, Suedia                        | Estonia     | 1–0  | 3–0            | Liga Națiunilor UEFA 2024–25            | [ 21 ] |
| 9   | 8 septembrie 2024 | Strawberry Arena, Solna, Suedia                        | Estonia     | 3–0  | 3–0            | Liga Națiunilor UEFA 2024–25            | [ 21 ] |
| 10  | 14 octombrie 2024 | Stadionul Lilleküla, Tallinn, Estonia                  | Estonia     | 3–0  | 3–0            | Liga Națiunilor UEFA 2024–25            | [ 22 ] |
| 11  | 16 noiembrie 2024 | Strawberry Arena, Solna, Suedia                        | Slovacia    | 1–0  | 2–1            | Liga Națiunilor UEFA 2024–25            | [ 23 ] |
| 12  | 19 noiembrie 2024 | Strawberry Arena, Solna, Suedia                        | Azerbaidjan | 2–0  | 6–0            | Liga Națiunilor UEFA 2024–25            | [ 24 ] |
| 13  | 19 noiembrie 2024 | Strawberry Arena, Solna, Suedia                        | Azerbaidjan | 3–0  | 6–0            | Liga Națiunilor UEFA 2024–25            | [ 24 ] |
| 14  | 19 noiembrie 2024 | Strawberry Arena, Solna, Suedia                        | Azerbaidjan | 5–0  | 6–0            | Liga Națiunilor UEFA 2024–25            | [ 24 ] |
| 15  | 19 noiembrie 2024 | Strawberry Arena, Solna, Suedia                        | Azerbaidjan | 6–0  | 6–0            | Liga Națiunilor UEFA 2024–25            | [ 24 ] |

1. ↑  Meciul de calificare al Suediei la Euro 2024 în deplasare în Belgia a fost abandonat la pauză cu scorul 1–1 din motive de securitate, după ce doi suporteri suedezi au fost uciși într-un atac terorist la Bruxelles.[16] La 19 octombrie 2023, UEFA a decis ca scorul la pauză să fie considerat final și meciul să nu fie reluat.[17]

## Titluri
IF Brommapojkarna
- Superettan: 2017[25]

Sporting CP
- Primeira Liga: 2023–24[26]

Individual
- Echipa sezonului din EFL Championship: 2022–23[27]
- Echipa anului PFA: Championship 2022–23[28]
- Jucătorul lunii din EFL Championship: noiembrie 2022,[29] martie 2023[30]
- Gheata de Aur la Campionatul European Sub-19: 2017[31]
- Jucătorul lunii în Primeira Liga : septembrie 2023,[32] octombrie/noiembrie 2023,[33] decembrie 2023,[34] ianuarie 2024,[35] aprilie 2024[36]
- Atacantul lunii în Primeira Liga: septembrie 2023,[37] octombrie/noiembrie 2023,[38] decembrie 2023,[39] ianuarie 2024,[40] aprilie 2024[41]
- Cel mai bun marcator al Primeira Liga : 2023–24[42]
- Echipa anului din Primeira Liga: 2023–24[43]